# Stenaoplus pictus
Stenaoplus pictus là một loài tò vò trong họ Ichneumonidae.